# Runzhausen
Runzhausen (mundartlich Ronzhause) ist ein Dorf im Hessischen Hinterland und als solches ein Stadtteil der Stadt Gladenbach im mittelhessischen Landkreis Marburg-Biedenkopf.

## Geographie
Der Ort liegt im Gladenbacher Bergland und damit im Naturpark Lahn-Dill-Bergland im Tal der Allna. Oberhalb des Ortes befindet sich die Quelle dieses Flusses. Der Hauptort Gladenbach liegt drei Kilometer südlich von Runzhausen. Im Ort treffen sich die Bundesstraße 453 und die Landesstraße 3288.

## Geschichte

### Ortsgeschichte
Die älteste bekannte schriftliche Erwähnung von Runzhausen erfolgte unter dem Namen Ramizhusen im Jahr 1334.
Um 1773 wurde der Abbau von Silber in Runzhausen genannt. Kupfer- und Nickel-Abbau erfolgte im 19. Jahrhundert.
Mitten im Ort steht die Evangelische Kirche. Sie wurde im Jahr 1781 von Georg Blecher erbaut, der im Folgejahr auch die wenige Kilometer westsüdwestlich gelegene evangelische Kirche Allna errichtete. Die Kirchenglocke ist wesentlich älter und wird nach einer gotischen Minuskelinschrift auf das Jahr 1400 datiert. Auf dem quadratischen Fachwerkbau sitzt ein allseitig abgewalmtes Dach, auf dem ein achtseitiger Dachreiter steht. Es ist neben den Kirchen in Seelbach und Frohnhausen eine von drei der nach ihrem Äußeren genannten „Kaffeemühlenkirchen“ im Landkreis.
Die Statistisch-topographisch-historische Beschreibung des Großherzogthums Hessen berichtet 1830 über Runzhausen:

„Runzhausen (L. Bez. Gladenbach) evangel. Filialdorf; liegt an der Alnau, 3⁄4 St. von Gladenbach, hat 44 Häuser und 247 Einwohner, die evangelisch sind, und unter die wohlhabenderen des Bezirks gerechnet werden müssen.“

Hessische Gebietsreform (1970–1977)
Zum 1. April 1972 wurde die bis dahin selbständige Gemeinde Runzhausen im Zuge der Gebietsreform in Hessen auf freiwilliger Basis in die Stadt Gladenbach eingegliedert.
Für alle ehemals eigenständigen Gemeinden und die Kernstadt Gladenbach wurden Ortsbezirke mit Ortsbeirat und Ortsvorsteher nach der Hessischen Gemeindeordnung gebildet.

### Siedlung Spreth
Lage
Auf der heutigen Gemeindegemarkung von Runzhausen befand sich ab dem 17. Jahrhundert an der Straßenkreuzung der alten Bundesstraße 255 (heute Bundesstraße 453) von Gießen über Gladenbach nach Biedenkopf und der Straße von Runzhausen nach Bellnhausen die Siedlung Spreth. Sie ist im Zuge der Dorferweiterung durch moderne Bebauung mit Runzhausen zusammengewachsen. Heute ist die Siedlung am Straßennamen Am Spreth im Verlauf der Bundesstraße 453 am Ortsrand von Runzhausen erkennbar.
Spreth war eine straßendorfartige Siedlung an beiden Straßenseiten der alten Bundesstraße 255. Sie bestand aus dem Einzelgehöft Neue Herberge, das vermutlich identisch ist mit dem 1649 genannten Haus am Weg. Im Jahr 1713 wurde das Anwesen geteilt und im Jahr 1830 waren 2 einzelne Höfe Bestandteil der Siedlung. Gemäß der Einwohnerstatistik sind danach weitere Wohnhäuser gebaut worden.
Historische Namensformen waren:
- zum Spreuth (1688)
- neu herberg (1703) und
- Spreth (1822).

Einwohnerstatistik:
- 1885: 5 Wohnhäuser mit 21 Bewohner
- 1895: 44 Einwohner

### Verwaltungsgeschichte im Überblick
Die folgende Liste zeigt die Staaten und Verwaltungseinheiten, denen Runzhausen angehört(e):
- vor 1567: Heiliges Römisches Reich, Landgrafschaft Hessen, Amt Blankenstein, Untergericht Gladenbach[10]
- ab 1567: Heiliges Römisches Reich, Landgrafschaft Hessen-Marburg, Amt Blankenstein, Untergericht Gladenbach
- 1604–1648: strittig zwischen Hessen-Kassel und Hessen-Darmstadt (Hessenkrieg)
- ab 1604: Heiliges Römisches Reich, Landgrafschaft Hessen-Kassel, Amt Blankenstein
- ab 1627: Heiliges Römisches Reich, Landgrafschaft Hessen-Darmstadt, Oberfürstentum Hessen, Amt Blankenstein, Untergericht Gladenbach[11][12]
- ab 1806: Großherzogtum Hessen,[Anm. 2] Fürstentum Oberhessen, Amt Blankenstein, Land- und Rügengericht[13]
- ab 1815: Großherzogtum Hessen, Provinz Oberhessen, Amt Blankenstein
- ab 1821: Großherzogtum Hessen, Provinz Oberhessen, Landratsbezirk Gladenbach[Anm. 3]
- ab 1832: Großherzogtum Hessen, Provinz Oberhessen, Kreis Biedenkopf
- ab 1848: Großherzogtum Hessen, Regierungsbezirk Biedenkopf
- ab 1852: Großherzogtum Hessen, Provinz Oberhessen, Kreis Biedenkopf
- ab 1867: Norddeutscher Bund[Anm. 4], Königreich Preußen,[Anm. 5] Provinz Hessen-Nassau, Regierungsbezirk Wiesbaden, Kreis Biedenkopf (übergangsweise Hinterlandkreis)[12]
- ab 1871: Deutsches Reich, Königreich Preußen, Provinz Hessen-Nassau, Regierungsbezirk Wiesbaden, Kreis Biedenkopf
- ab 1918: Deutsches Reich (Weimarer Republik), Freistaat Preußen, Provinz Hessen-Nassau, Regierungsbezirk Wiesbaden, Kreis Biedenkopf
- ab 1932: Deutsches Reich, Freistaat Preußen, Provinz Hessen-Nassau, Regierungsbezirk Wiesbaden, Landkreis Dillenburg
- ab 1933: Deutsches Reich, Freistaat Preußen, Provinz Hessen-Nassau, Regierungsbezirk Wiesbaden, Landkreis Biedenkopf
- ab 1944: Deutsches Reich, Freistaat Preußen, Provinz Nassau, Landkreis Biedenkopf
- ab 1945: Amerikanische Besatzungszone,[Anm. 6] Groß-Hessen, Regierungsbezirk Wiesbaden, Landkreis Biedenkopf
- ab 1946: Amerikanische Besatzungszone, Hessen, Regierungsbezirk Wiesbaden, Landkreis Biedenkopf
- ab 1949: Bundesrepublik Deutschland, Hessen, Regierungsbezirk Wiesbaden, Landkreis Biedenkopf
- ab 1968: Bundesrepublik Deutschland, Hessen, Regierungsbezirk Darmstadt, Kreis Biedenkopf
- ab 1972: Bundesrepublik Deutschland, Hessen, Regierungsbezirk Darmstadt, Landkreis Biedenkopf, Stadt Gladenbach[Anm. 7]
- ab 1974: Bundesrepublik Deutschland, Hessen, Regierungsbezirk Kassel, Landkreis Marburg-Biedenkopf, Stadt Gladenbach
- ab 1981: Bundesrepublik Deutschland, Hessen, Regierungsbezirk Gießen, Landkreis Marburg-Biedenkopf, Stadt Gladenbach

### Gerichte seit 1821
Die Rechtsprechung ging 1821 im Rahmen der Trennung von Justiz und Verwaltung auf die neu geschaffenen Landgerichte über. Landgericht Gladenbach war daher von 1821 bis zur Abtretung an Preußen 1866 die Bezeichnung für das erstinstanzliche Gericht in Gladenbach. Für die Provinz Oberhessen wurde das Hofgericht Gießen als Gericht der zweiten Instanz eingerichtet. Übergeordnet war das Oberappellationsgericht Darmstadt.
Nach der Abtretung des Kreises Biedenkopf an Preußen infolge des Friedensvertrags vom 3. September 1866 zwischen dem Großherzogtum Hessen und dem Königreich Preußen wurde der Landgerichtsbezirk Gladenbach preußisch. Im Juni 1867 erging eine königliche Verordnung, die die Gerichtsverfassung im vormaligen Herzogtum Nassau und den vormals zum Großherzogtum Hessen gehörenden Gebietsteilen neu ordnete. Die bisherigen Gerichtsbehörden wurden aufgehoben und durch Amtsgerichte in erster, Kreisgerichte in zweiter und ein Appellationsgericht in dritter Instanz ersetzt. Im Zuge dessen erfolgte am 1. September 1867 die Umbenennung des bisherigen Landgerichts in Amtsgericht Gladenbach. Die Gerichte der übergeordneten Instanzen waren das Kreisgericht Dillenburg und das Appellationsgericht Wiesbaden.
Vom 1. Oktober 1944 bis 1. Januar 1949 gehörte das Amtsgericht Gladenbach zum Landgerichtsbezirk Limburg, danach wieder zum Landgerichtsbezirk Marburg. Am 1. Juli 1968 erfolgte die Aufhebung des Amtsgerichts Gladenbach, welches fortan nur noch als Zweigstelle des Amtsgerichts Biedenkopf fungierte. Am 1. November 2003 wurde diese Zweigstelle schließlich aufgelöst.

## Bevölkerung

### Einwohnerstruktur 2011
Nach den Erhebungen des Zensus 2011 lebten am Stichtag dem 9. Mai 2011 in Runzhausen 642 Einwohner. Darunter waren 15 (= 2,3 %) Ausländer.
Nach dem Lebensalter waren 132 Einwohner unter 18 Jahren, 246 zwischen 18 und 49, 138 zwischen 50 und 64 und 126 Einwohner waren älter.
Die Einwohner lebten in 246 Haushalten. Davon waren 54 Singlehaushalte, 72 Paare ohne Kinder und 90 Paare mit Kindern, sowie 21 Alleinerziehende und 9 Wohngemeinschaften. In 57 Haushalten lebten ausschließlich Senioren/-innen und in 159 Haushaltungen leben keine Senioren/-innen.

### Einwohnerentwicklung
| Quelle: | Historisches Ortslexikon                                                |
| • 1502: | 011 Männer                                                              |
| • 1577: | 027 Hausgesesse                                                         |
| • 1630: | 024 Hausgesesse (9 zweispännige, 6 einspännige Ackerleute, 9 Sonstige). |
| • 1742: | 055 Haushalte                                                           |
| • 1791: | 214 Einwohner                                                           |
| • 1800: | 218 Einwohner                                                           |
| • 1806: | 241 Einwohner, 38 Häuser                                                |
| • 1829: | 247 Einwohner, 44 Häuser                                                |

| Runzhausen: Einwohnerzahlen von 1791 bis 2020 | Runzhausen: Einwohnerzahlen von 1791 bis 2020 | Runzhausen: Einwohnerzahlen von 1791 bis 2020 | Runzhausen: Einwohnerzahlen von 1791 bis 2020 | Runzhausen: Einwohnerzahlen von 1791 bis 2020 |
| --- | --------------------------------------------- | --------------------------------------------- | --------------------------------------------- | --------------------------------------------- |
| Jahr |                                               |                                               |                                               | Einwohner                                     |
| 1791 | 1791                                          |                                               | 214                                           | 214                                           |
| 1800 | 1800                                          |                                               | 218                                           | 218                                           |
| 1806 | 1806                                          |                                               | 241                                           | 241                                           |
| 1829 | 1829                                          |                                               | 236                                           | 236                                           |
| 1834 | 1834                                          |                                               | 239                                           | 239                                           |
| 1840 | 1840                                          |                                               | 262                                           | 262                                           |
| 1846 | 1846                                          |                                               | 296                                           | 296                                           |
| 1852 | 1852                                          |                                               | 295                                           | 295                                           |
| 1858 | 1858                                          |                                               | 300                                           | 300                                           |
| 1864 | 1864                                          |                                               | 278                                           | 278                                           |
| 1871 | 1871                                          |                                               | 258                                           | 258                                           |
| 1875 | 1875                                          |                                               | 279                                           | 279                                           |
| 1885 | 1885                                          |                                               | 273                                           | 273                                           |
| 1895 | 1895                                          |                                               | 303                                           | 303                                           |
| 1905 | 1905                                          |                                               | 335                                           | 335                                           |
| 1910 | 1910                                          |                                               | 339                                           | 339                                           |
| 1925 | 1925                                          |                                               | 355                                           | 355                                           |
| 1939 | 1939                                          |                                               | 403                                           | 403                                           |
| 1946 | 1946                                          |                                               | 593                                           | 593                                           |
| 1950 | 1950                                          |                                               | 615                                           | 615                                           |
| 1956 | 1956                                          |                                               | 552                                           | 552                                           |
| 1961 | 1961                                          |                                               | 577                                           | 577                                           |
| 1967 | 1967                                          |                                               | 633                                           | 633                                           |
| 1980 | 1980                                          |                                               | ?                                             | ?                                             |
| 1990 | 1990                                          |                                               | ?                                             | ?                                             |
| 2000 | 2000                                          |                                               | 700                                           | 700                                           |
| 2006 | 2006                                          |                                               | 669                                           | 669                                           |
| 2011 | 2011                                          |                                               | 642                                           | 642                                           |
| 2015 | 2015                                          |                                               | 629                                           | 629                                           |
| 2020 | 2020                                          |                                               | 651                                           | 651                                           |
| Datenquelle: Historisches Gemeindeverzeichnis für Hessen: Die Bevölkerung der Gemeinden 1834 bis 1967. Wiesbaden: Hessisches Statistisches Landesamt, 1968. Weitere Quellen: LAGIS:; Ab 2000 Stadt Gladenbach (webarchiv); Zensus 2011 |                                               |                                               |                                               |                                               |

### Historische Religionszugehörigkeit
| Quelle: | Historisches Ortslexikon                                                  |
| • 1829: | 236 evangelische, 2 römisch-katholische Einwohner                         |
| • 1885: | 260 evangelische, keine katholischen, 13 andere Christen                  |
| • 1961: | 530 evangelische (= 91,85 %), 44 römisch-katholische (= 7,63 %) Einwohner |

### Historische Erwerbstätigkeit
| • 1867: | Erwerbspersonen: 49 Landwirtschaft.                                                                                                  |
| • 1961: | Erwerbspersonen: 113 Land- und Forstwirtschaft, 136 produzierendes Gewerbe, 21 Handel und Verkehr, 9 Dienstleistungen und sonstiges. |

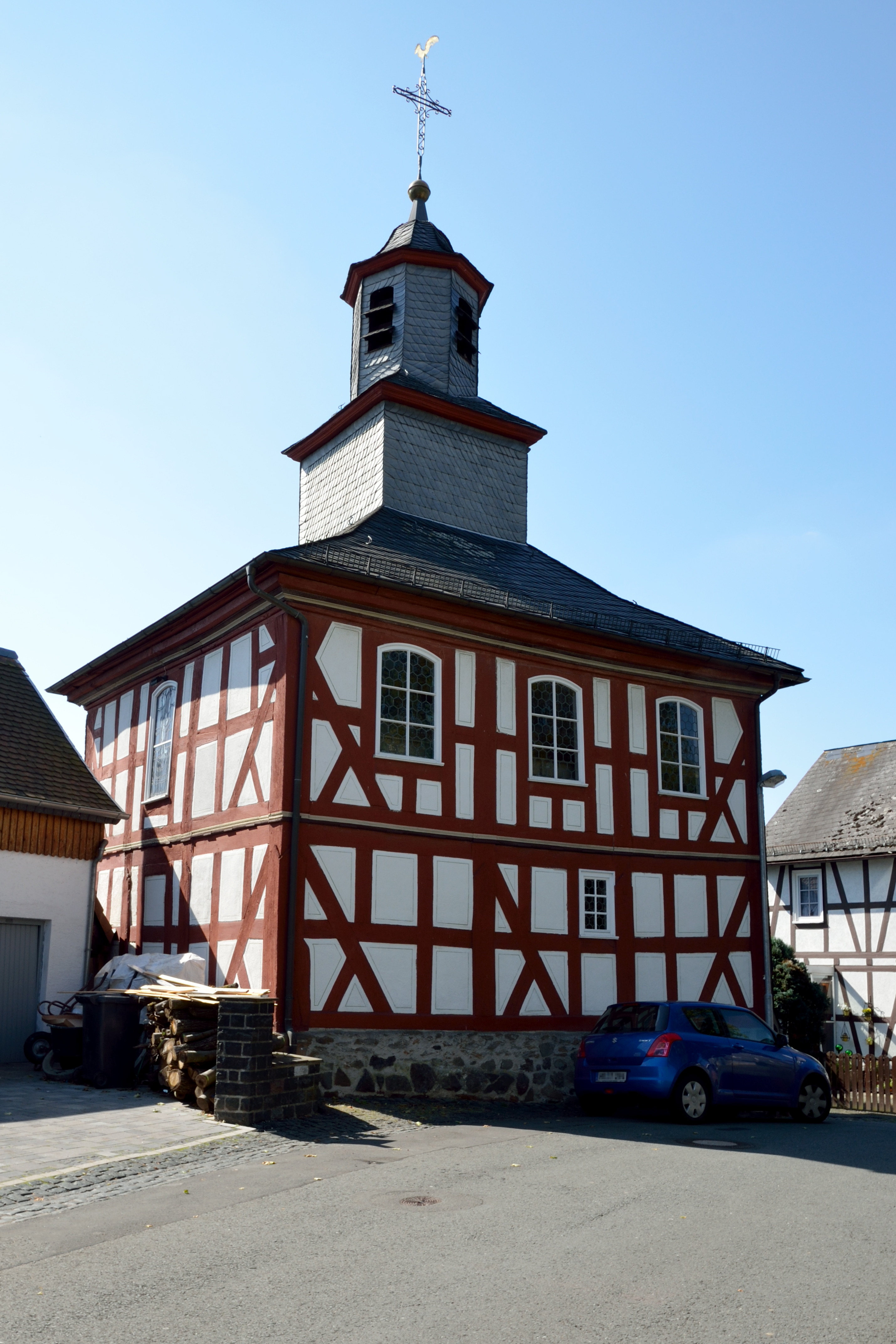
Kirche
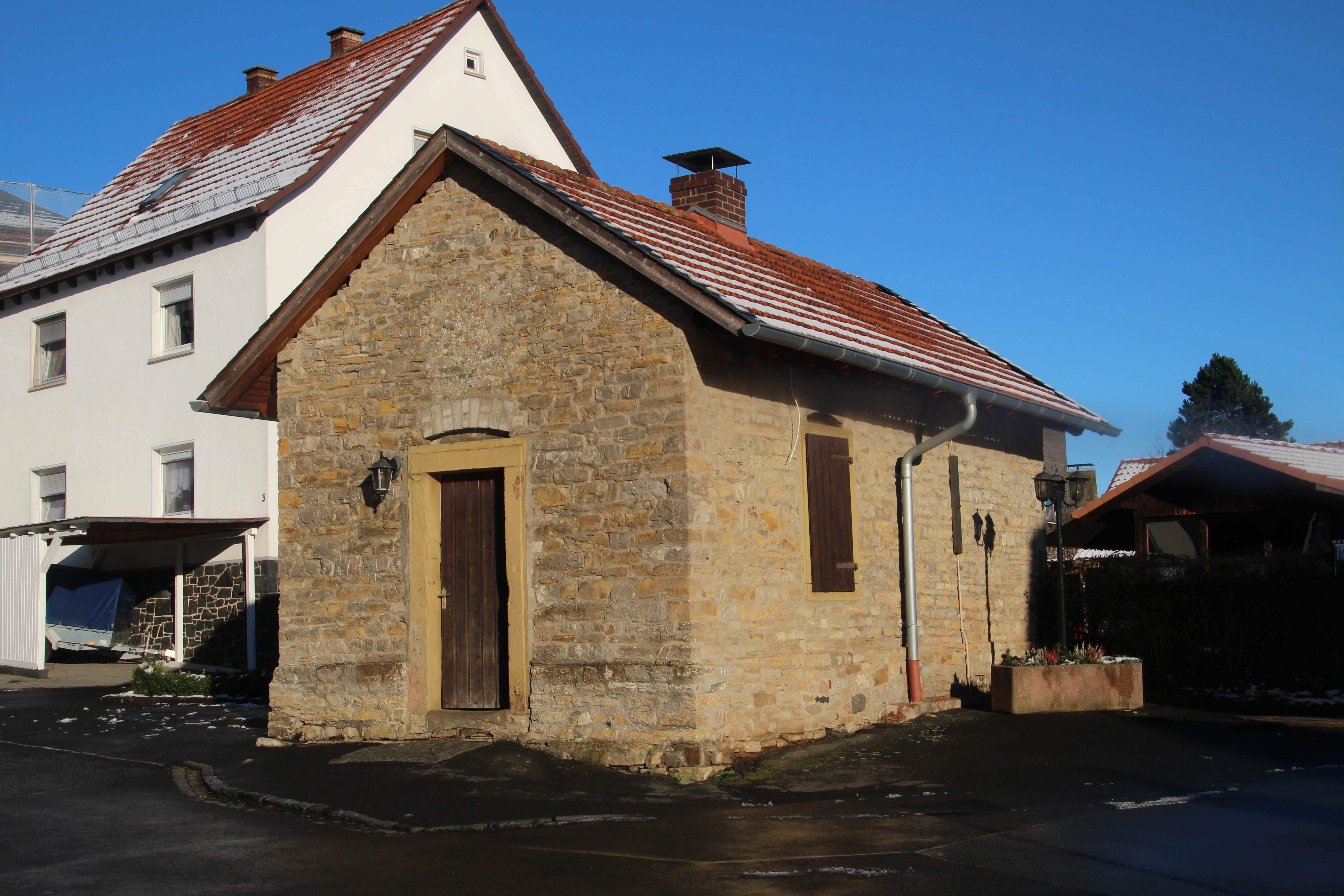
Backhaus
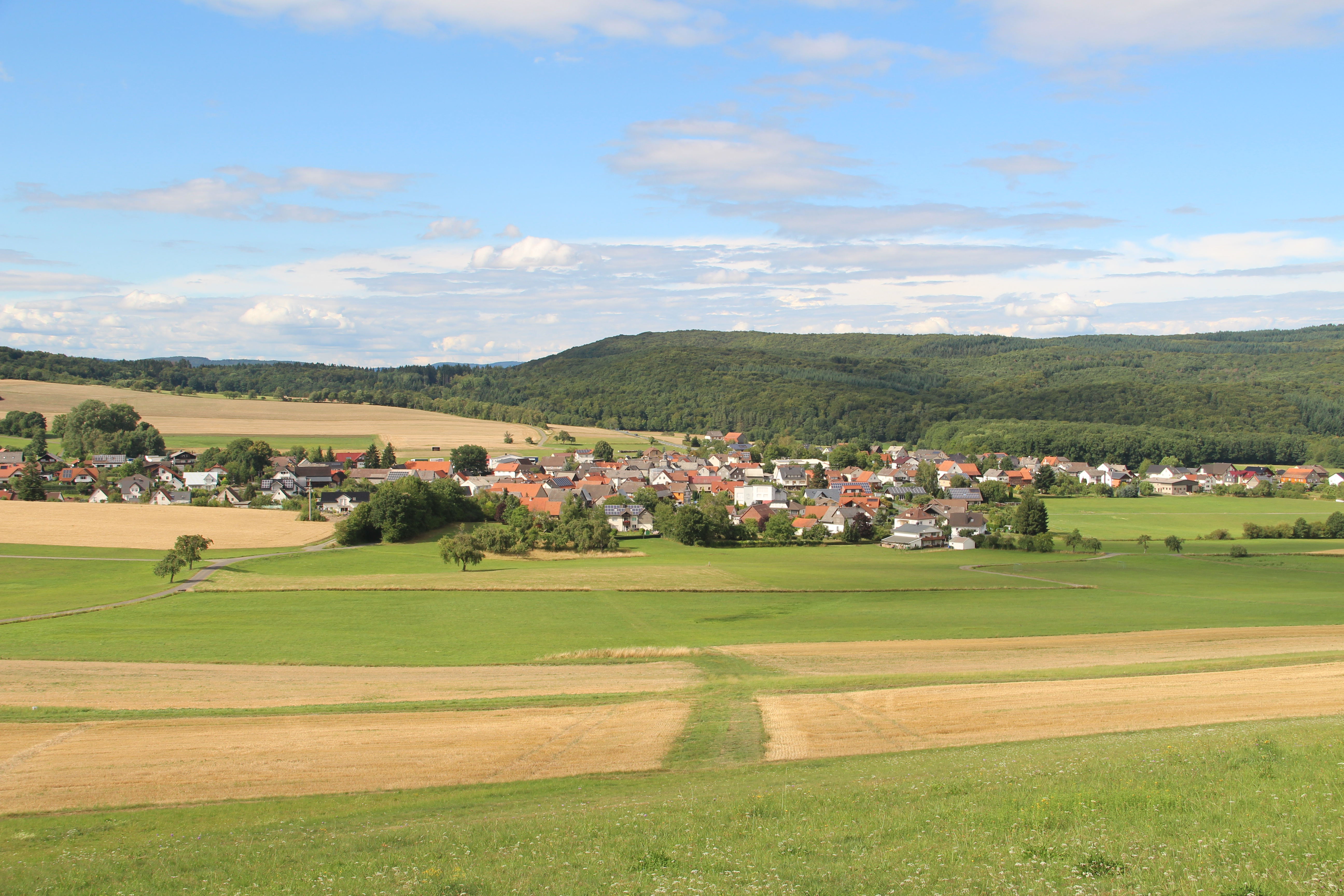
Ansicht von Süden
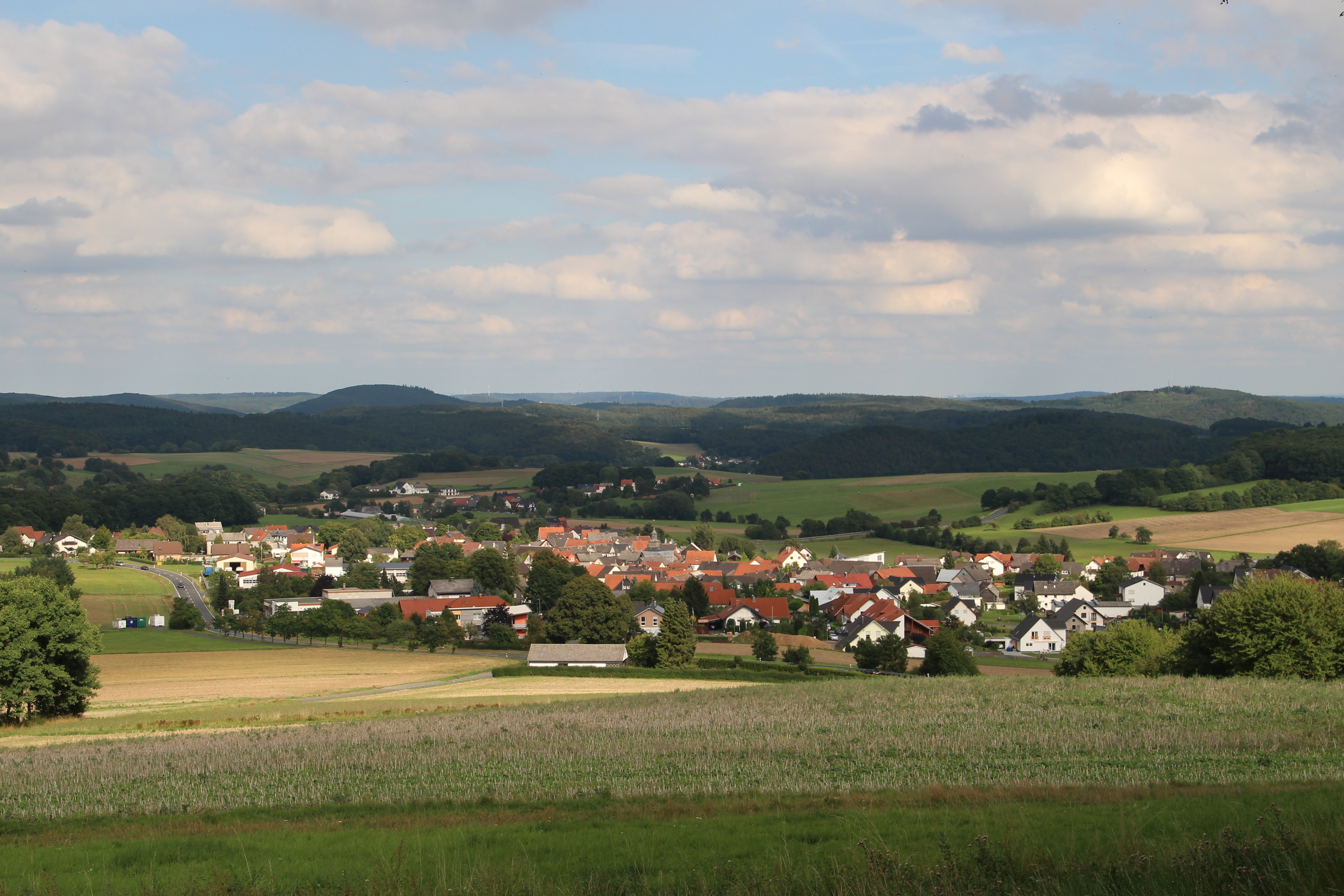
Ansicht von Westen

## Wappen
Am 3. Juni 1959 genehmigte der Hessische Minister des Innern das Wappen mit folgender Beschreibung:
| Wappen von Runzhausen | Blasonierung: „In einem von Grün und Gold schräglinks geteilten Schild oben eine goldene Hirschstange in Grün und unten ein halbes grünes Rad in Gold.“ |
| Wappen von Runzhausen | |